# 松山巴蜗牛
松山巴蜗牛（学名：Bradybaena sueshanensis）为巴蜗牛科巴蜗牛属的动物，是中国的特有物种。分布于四川、云南等地，生活环境为陆地，多见于山区、丘陵地带潮湿的灌木草丛中、落叶石块下以及农田田埂杂草丛及农作物根部。